# Hrabstwo Miller (Georgia)

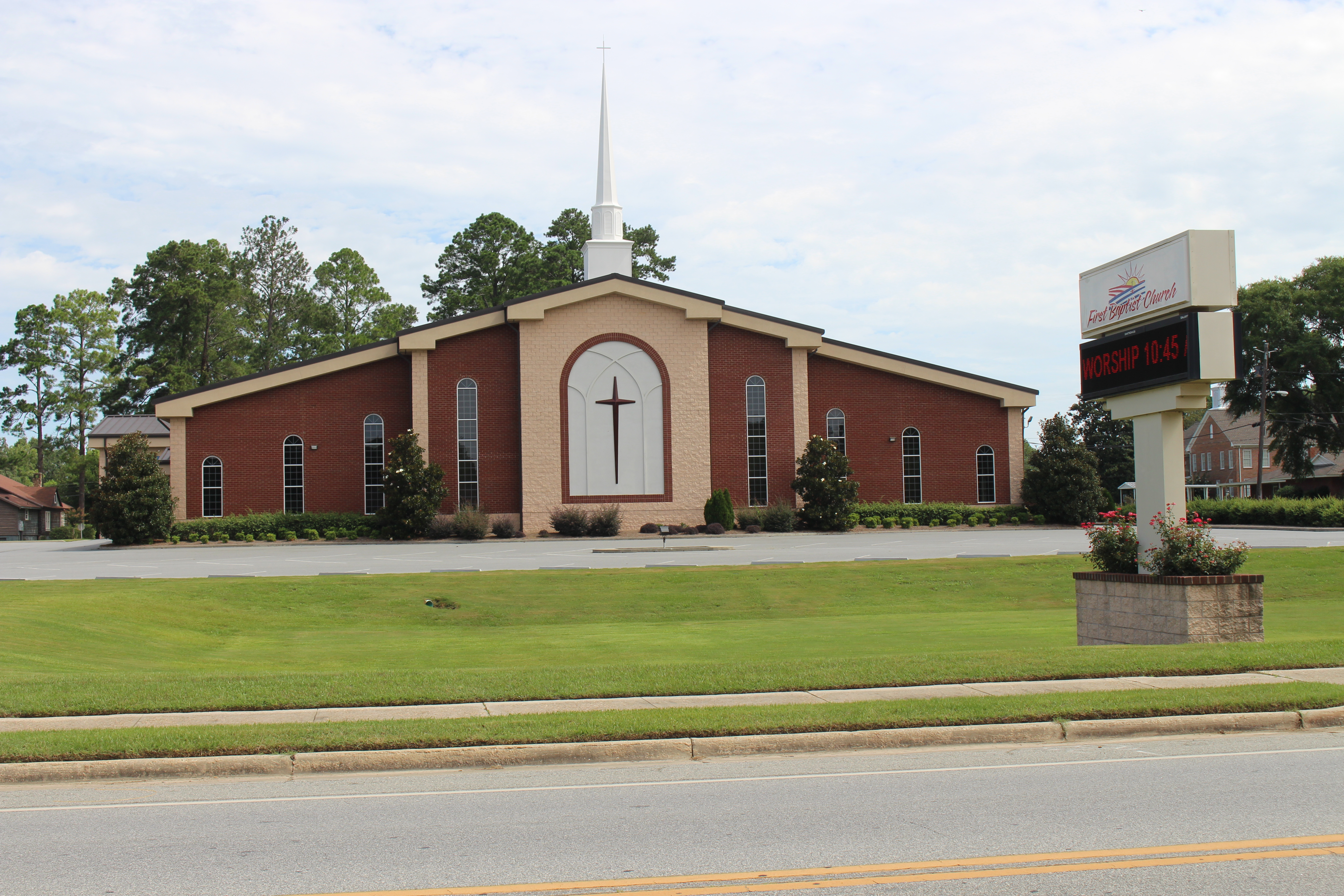
Pierwszy Kościół Baptystów w Colquitt

Hrabstwo Miller – hrabstwo leżące w stanie Georgia, w Stanach Zjednoczonych. Z gęstością 7,9 os./km² należy do dwudziestu najsłabiej zaludnionych hrabstw Georgii. Siedziba hrabstwa mieści się w Colquitt.
Według spisu z 2020 roku, liczy 6000 mieszkańców, w tym 28% to Afroamerykanie i 3,5% Latynosi. 

## Sąsiednie hrabstwa
- Hrabstwo Baker (północny wschód)
- Hrabstwo Decatur (południowy wschód)
- Hrabstwo Seminole (południowy zachód)
- Hrabstwo Early (północny zachód)

## Polityka
Hrabstwo jest silnie republikańskie, gdzie w wyborach prezydenckich w 2020 roku, 72,9% głosów otrzymał Donald Trump i 26,4% przypadło dla Joe Bidena. 